# آلفا-اتیل‌تریپتامین
آلفا-اتیل‌تریپتامین (αET ,AET)، همچنین به عنوان اتریپتامین (INN ,BAN ,USAN) نیز شناخته می‌شود، یک داروی روان‌گردان، محرک و entactogenic از دسته تریپتامین‌ها است. این ماده در اصل به عنوان داروی ضد افسردگی با نام تجاری Monase توسط Upjohn در دهه ۱۹۶۰ تولید و به بازار عرضه شد.